# Die Rheinnixen
 Die Rheinnixen (Les Fées du Rhin en francés) es una ópera romántica en tres o cuatro actos con música de Jacques Offenbach y libreto en alemán de Alfred von Wolzogen basado en otro en francés de Charles-Louis-Etienne Nuitter. Se estrenó el 4 de febrero de 1864 en el Hofoper de Viena.
La canción de los elfos de Die Rheinnixen fue posteriormente usada por Ernest Guiraud cuando completó Los cuentos de Hoffmann, donde se convirtió en la "barcarola" (Belle nuit, ô nuit d'amour), interpretada en el llamado "Acto de Giulietta".

## Historia
La primera representación se dio (en una forma truncada debida a la enfermedad del tenor Alois Ander) el 4 de febrero de 1864 en el Hofoper de Viena. 
La primera representación íntegra se dio en el Corum, de Montpellier el 30 de julio de 2002 con Regina Schörg, Nora Gubisch, Piotr Beczala, y Dalibor Denis, y la Orquesta Nacional de Montpellier, dirigido por Friedemann Layer. Esta fue grabada (véase más abajo). 
Esta obra rara vez se representa en la actualidad; en las estadísticas de Operabase aparece con sólo 12 representaciones en el período 2005-2010. Entre ellas está la primera representación plenamente dramatizada se dio en Liubliana por la Ópera Nacional Eslovena bajo dirección de Dieter Rossberg el 13 de enero de 2005. Le siguieron representaciones en Tréveris y en la Ópera de Lyon con dirección de Marc Minkowski más tarde en 2005, y en Cottbus en 2006. Estas representaciones, como el estreno original en Viena, se hicieron todas en alemán. La New Sussex Opera hizo el estreno británico, bajo el título de The Rhine Fairies, en octubre de 2009, dirigido por Nicholas Jenkins.

## Personajes
| Personaje                                                                 | Tesitura     | Reparto del estreno, 8 de febrero de 1864 |
| ------------------------------------------------------------------------- | ------------ | ----------------------------------------- |
| Conrad von Wenckheim, líder del elector de los mercenarios del Palatinado | barítono     | Beck                                      |
| Franz Waldung, un capitán mercenario, originario de la localidad          | tenor        | Alois Ander                               |
| Gottfried, un cazador                                                     | bajo         | Mayerhofer                                |
| Hedwig, arrendataria de una granja de Sickingen junto al Rin              | mezzosoprano | Destinn                                   |
| Armgard, su hija                                                          | soprano      | Wildauer                                  |
| Un hada                                                                   | soprano      |                                           |
| Primer mercenario                                                         | tenor        | Willem                                    |
| Segundo mercenario                                                        | barítono     | Soutscheck                                |
| Un granjero                                                               | tenor        | Campe                                     |
| Viticultores, campesinos, mercenarios, elfos y hadas                      |              |                                           |

## Argumento
La historia, que implica a soldados y campesinos así como elfos y hadas, tiene lugar en y alrededor del castillo de Franz von Sickingen, cerca de Kreuznach a orillas del Rin, durante las guerras del siglo XVI.

## Grabaciones
Hay dos grabaciones de Die Rheinnixen en operadis:
- Friedemann Layer Friedemann (director). Dalibor Jenis (Conrad), Regina Schörg (Armgard), Nora Gubisch (Hedwige), Piotr Beczala (Franz), Peter Klaveness (Gottfried), Uwe Peper (Un militar, un campesino), Gaële Le Roi (El hada). Orquesta Nacional de Montpellier Languedoc-Roussillon y coro de la Radio Lituana. CD: Accord 472 920-2 (2002). En francés.
- Dieter Rossberg (director). Joze Vidic (Conrad), Martina Zadro (Armgard), Natela Nicoli (Hedwige), Branko Robinsak (Franz), Sasa Cano (Gottfried), Simona Rafanelli Kranjc (El hada). Orquesta y coro del Teatro Nacional Eslovena. DVD: Premiere Opera Ltd. DVD 6595 (2005)